# Галерија Академије, Венеција (књига)
Галерија Академије, Венеција (итал. Galerias da Academia) је једна од 12 књига из едиције Велики светски музеји, Библиотеке Уметност и култура, чија је ауторка текста Лучија Импелузо (итал. Lucia Impelluso). Књига је објављена 2006. године. Српско издање објавио је Службени гласник 2011. године, у преводу с италијанског Светлане Ђурић. Уредници српског издања су Петар В. Арбутина и Војин В. Анчић.

## КолекцијаВелики светски музеји
Колекцију коју чини 12 књига обухвата најбогатије збирке најзначајнијих уметника и њихових дела из колекција најпознатијих светских музеја:
- Ермитаж – Санкт Петербург,
- Лувр – Париз,
- Галерија Академије – Венеција,
- Стара Пинакотека – Минхен,
- Рејксмузеум – Амстердам,
- Британски музеј – Лондон,
- Археолошки музеј – Атина,
- Уфици – Фиренца,
- Национална галерија уметности – Вашингтон,
- Прадо – Мадрид,
- Египатски музеј – Каиро, и
- Уметничко-историјски музеј – Беч.

Свака књига из колекције садржи текст о самом музеју, његовом значају и богатству, затим следи преглед најважнијих дела. Верна репродукција, постигнута захваљујући врхунској штампи, као и подаци о слици и уметнику, уводе у свет слика и скулптура из богатих музејских збирки. На крају сваке књиге штампан је ради лакшег сналажења  регистар уметника и дела.

## О делу
У првом делу књиге приказан је настанак Галерије, њен развој, збирке и значај. У галеријама Академије чувају се најзначајније збирке венецијанског сликарства које је настало у периоду између ХIV и ХVIII века. Њено оснивање повезано је с политичким збивањима с почетка ХIХ века, када се Аустија повукла с италијанског полуострва. Тада су уметнички предмети који нису продати и расути по свету, сакупљени при Академији.

### Дела
Књига садржи преглед најважнијих дела Галерије Академије:
- Паоло Венецијано - Полиптих, око 1350.
- Јакобело Алберењо - Полиптих Апокалипса, друга половина ХIV века
- Јакобело дел Фјоре - Триптих, 1421.
- Андреа Мантења - Свети Ђорђе, око 1446.
- Микеле Ђанбоно - Крунисање Богородице у рају, 1447-1448.
- Пјеро дела Франческа - Свети Јероним и побожан човек, око 1450.
- Козимо Тура - Богородица с дететом, 1459-1463.
- Ђовани Белини - Олтарска композиција Свети Јов, 1478-1488.
- Ханс Мемлинг - Портрет младића. око 1480.
- Ђовани Белини - Богородица у лугу, 1487.
- Виторе Карпачо - Долазак изасланика, 1490-1495.
- Виторе Карпачо - Сусрет вереника и полаѕак на пут, 1495.
- Виторе Карпачо - Сан Свете Урсуле, 1495.
- Ђовани Белини - Алегорије, 1490-1500.
- Виторе Карпачо - Чудотворна реликвија на мосту Риалто, 1494.
- Чима де Конељано - Богородица с дрветом поморанџе, 1496-1498.
- Ђентиле Белини - Процесија на Тргу Светог Марка, 1496.
- Ђентиле Белини - Чудотворна реликвија на мосту Сан Лоренцо, 1500.
- Ђовани Белини - Богородица са дететом и светицама, око 1500.
- Ђовани Белини - Богородица с дететом, Крститељ и једна светица, око 1504.
- Ђовани Белини - Пијета, око 1505.
- Ђорђоне - Олуја, око 1505.
- Себастијано дел Пјомбо - Четири свеца, 1508-1509.
- Ђорђоне - Старица, око 1508.
- Марко Базаити - Вокација Зеведејевих синова, 1510.
- Ђован Ђероламо Саволдо - Свети Антоније и Свети Павле пустињак, 1520.
- Ђовани Мансуети - Призори из живота Светог Марка, 1525-1527.
- Лоренцо Лото - Портрет младог властелина у радној соби, 1528-1530.
- Порденоне - Блажени Ђустинијани с два каноника и свецима, 1532.
- Тицијан - Маријин поход у храм, 1534-1539.
- Тицијан - Свети Јован Крститељ, око 1540.
- Јакопо Басано - Поклоњење пастира, око 1545.
- Парис Бордон -  Предавање прстена дужду, око 1545.
- Тинторето - Свети Марко ослобађа роба, 1547-1548.
- Тинторето - Прокуратор Јакопо Соранцо, око 1550.
- Тинторето - Свети Луј, Свети Ђорђе и краљева кћи, око 1552.
- Тицијан - Бопгородица с дететом, око 1560.
- Јакопо Басано - Свети Јероним, око 1560.
- Тинторето - Крађа тела Светог Марка, 1562-1566.
- Тинторето - Богородица ризничара, око 1567.
- Паоло Веронезе - Алегорија битке код Лепанта, око 1573.
- Паоло Веронезе - Гозба у Левијевој кући, 1573.
- Тицијан - Пијета, 1575-1576.
- Паоло Веронезе - Венчање Свете Катарине, око 1575.
- Паоло Веронезе - Благовести, 1578.
- Доменико Фети - Медитација, око 1618.
- Бернардо Строци - Гозба у Симоновој кући, 1635-1640.
- Лука Ђордано - Разапињање Светог Петра на крст, 1659-1660.
- Франческо Мафеи - Персеј одсеца Медузину главу, око 1660.
- Фра Галгарио - Портрет грофа Ђовани Батисте Вајлетија, око 1710.
- Себастиано Ричи - Дијана и Калисто, 1712-1716.
- Марко Ричи - Пејзаж са брзаком, монаси и праље, око 1715.
- Себастиано Ричи - Сан о Ескулапу, око 1720.
- Ђанбатиста Тијеполо - Отмица Европе, 1720-1721.
- Розалба Кариера - Портрет девојчице с бусолом, 1725.
- Ђанбатиста Тијеполо - Свети Јосиф с малим Христом и свецима, око 1735.
- Ђовани Батиста Пјацета - Пророчица, 1740.
- Бернардо Белото - Рио деи Мендиканти и Школа Светог Марка, око 1740.
- Пјетро Лонги - Час плеса, 1740-1750.
- Микеле Маријески - Капричо са готичком грађевином и обелиском, око 1741.
- Пјетро Лонги - Кројач, 1742-1743.
- Ђанбатиста Тијеполо - Откриће истинитог крста и Света Јелена, око 1743.
- Ђанбатиста Тијеполо - Преношење Свете куће из Лорета, око 1743.
- Розалба Кариера - Аутопортрет, око 1764.
- Гаспаре Траверси - Рањеник, око 1750.
- Ђовани Антонио Гварди - Херминија и Вафрин наилазе на рањеног Танкредија, 1750-1755.
- Пјетро Лонги - Апотекар, око 1751.
- Алесандро Лонги - Породица прокуратора Луиђија Пизанија, око 1758.
- Каналето - Капричо с руинама и капијом Портело у Падови, око 1760.
- Каналето - Перспектива с портиком, 1765.
- Ђандоменико Тијеполо - Три анђела се указују Авраму, 1773-1774.
- Франческо Гварди - Док Светог Марка, острва Сан Ђорђо и Ђудека, око 1774.
- Франческо Гварди - Пожар у складишту уља у Сан Маркуоли, 1789.